# Симич, Стефан
Стефан Симич (чеш. Stefan Simić; род. 20 января 1995, Прага) — чешский футболист, защитник испанского клуба «Эйбар».
Родители Симича — боснийские сербы, долгое время проживавшие в Хорватии и переехавшие в Чехию незадолго до его рождения.

## Клубная карьера
Симич — воспитанник пражской «Славии». На одном из международных турниров его заметили скауты итальянского «Дженоа» и выкупили Стефана на 12 млн чешских крон. Он отыграл сезон за молодёжный состав клуба, после чего перешёл в «Милан». Летом 2014 года для получения игровой практики он на правах аренды перешёл в «Варезе». В матче против «Ливорно» Симич дебютировал итальянской Серии B. После окончания аренды Стефан вернулся в «Милан».
Летом 2016 года Симич вновь был отдан в аренду, его новым клубом стал бельгийский «Мускрон-Перювельз». 30 июля в матче против «Андрелехта» он дебютировал в Жюпиле лиге. 17 сентября в поединке против «Вестерло» Стефан забил свой первый гол за новый клуб.
Летом 2017 года Симич был отдан в аренду в «Кротоне». 1 октября в матче против СПАЛа он дебютировал в Серии A.
В январе 2019 года Симич отправился в аренду во «Фрозиноне».

## Международная карьера
В 2017 году в составе молодёжной сборной Чехии Симич принял участие в молодёжном чемпионате Европы в Польше. На турнире он сыграл в матчах против команд Германии, Италии и Дании.
11 ноября 2017 года дебютировал за главную сборную страны в товарищеском матче против сборной Катара, отыграв всю встречу без замен. Матч завершился победой Чехии со счётом 1:0.

### Статистика выступлений за сборную
| Матчи Стефана Симича за сборную Чехии | Матчи Стефана Симича за сборную Чехии | Матчи Стефана Симича за сборную Чехии | Матчи Стефана Симича за сборную Чехии | Матчи Стефана Симича за сборную Чехии | Матчи Стефана Симича за сборную Чехии | Матчи Стефана Симича за сборную Чехии |
| ------------------------------------- | ------------------------------------- | ------------------------------------- | ------------------------------------- | ------------------------------------- | ------------------------------------- | ------------------------------------- |
| №                                     | Дата                                  | Оппонент                              | Счёт                                  | Голы                                  | Соревнование                          |                                       |
| 1                                     | 11 ноября 2017                        | Катар                                 | 1:0                                   | -                                     | Товарищеский матч                     |                                       |
| 2                                     | 14 октября 2019                       | Северная Ирландия                     | 2:3                                   | -                                     | Товарищеский матч                     |                                       |